# ساموئل مورادیان (تاریخ‌نگار ادبی)
ساموئل پارگئوی مورادیان (ارمنی: Սամվել Պարգևի Մուրադյան؛  زادهٔ ۲۹ ژانویهٔ ۱۹۴۵) یک تاریخ‌نگار ادبی و استاد دانشگاه اهل ارمنستان است.

## زندگی‌نامه
در ۲۰ ژانویهٔ ۱۹۴۵  در آغتسک به دنیا آمد و از دانشگاه دولتی ایروان (۱۹۶۹) فارغ‌التحصیل شد. وی عضو اتحادیه نویسندگان ارمنستان می‌باشد. وی همچنین برنده دانشمند شایسته جمهوری ارمنستان شده است.

## یادداشت
1. ↑  բանասիրական գիտությունների դոկտոր